# Стереотипна загроза
Загроза стереотипу: розуміння, вплив та стратегії подолання.

Стереотипи, які виникають в нашому суспільстві, часто не лише спрощують складні реальності, але й можуть становити серйозну загрозу для різноманітності, інклюзивності та соціальної справедливості. Здатність стереотипів формувати наше розуміння та сприйняття може мати далекосяжні наслідки для індивідів та груп, які стають об'єктом цих стереотипів. У цій статті ми розглянемо природу загрози стереотипу, її вплив на суспільство та можливі стратегії для подолання цієї проблеми.

Природа загрози стереотипу.
Стереотипи - це узагальнені уявлення чи уявлення про певні групи людей, що часто ґрунтуються на певних характеристиках, таких як раса, стать, вік, національність або релігія. Ці узагальнення можуть бути навмисними чи несвідомими, але в обох випадках вони можуть призвести до спрощення та навіть ущемлення тих, на кого вони націлені.

Вплив стереотипів на суспільство.
Стереотипи можуть мати негативний вплив на індивідів та суспільство в цілому. Вони можуть призвести до дискримінації, нерівності та соціального виключення. Наприклад, стереотипи про певні групи людей можуть призвести до ускладнення їх доступу до освіти, робочих місць, медичного обслуговування та інших ресурсів.
Більше того, стереотипи можуть посилювати страхи та непорозуміння між різними групами суспільства, що може призвести до конфліктів та розбрату.

Стратегії перемоги над загрозою стереотипу.
Хоча стереотипи можуть бути стійкими та впливовими, є кілька стратегій, які можуть допомогти подолати їхній негативний вплив:
1. "Освіта та свідомість"
Посилення усвідомлення про стереотипи та їхній вплив може допомогти людям розуміти їхній шкідливий ефект та розробляти стратегії протистояння їм.
2. "Розмови та відкрите спілкування"
Відкриті та відверті розмови про стереотипи можуть сприяти зміні уявлень та переконань, а також побудувати міжкультурне розуміння.
3. "Подолання власних стереотипів"
Кожен із нас може мати свої власні стереотипи, і важливо визнати їхню наявність та працювати над ними, щоб подолати їхній вплив на наше мислення та поведінку.
4. "Активна підтримка інклюзивних політик"
Запровадження політик та програм, які сприяють різноманітності, інклюзії та соціальній справедливості, може допомогти створити більш рівноправне та сприятливе середовище для всіх.

Стереотипи можуть становити серйозну загрозу для різноманітності та інклюзивності в суспільстві, але застосування свідомих стратегій та зусиль може допомогти подолати їхній негативний вплив. Шлях до подолання стереотипів вимагає спільної праці, освіти та відкритого спілкування для створення більш рівного та інклюзивного суспільства для всіх.